# Anthobium
Anthobium — род стафилинид из посемейства и подсемейства Omaliinae.

## Описание
Голени с очень нежными единичными шипиками. Голова с неглубокой поперечной бороздкой.

## Систематика
К роду относятся:
- вид: Anthobium atrocephalum (Gyllenhal, 1827)
- вид: Anthobium aucupariae Gistel, 1857
- вид: Anthobium baudii (Kraatz, 1870)
- вид: Anthobium brunneum Stephens, 1834
- вид: Anthobium carpophagum Gistel, 1857
- вид: Anthobium collare (Coiffait, 1978)
- вид: Anthobium coryleti Gistel, 1857
- вид: Anthobium fusculum Erichson, 1839)
- вид: Anthobium ganglbaueri (Luze, 1905)
- вид: Anthobium melanocephalum (Illiger, 1794)
- вид: Anthobium moczarskii (Scheerpeltz, 1961)
- вид: Anthobium pourtoyi (Coiffait, 1978)
- вид: Anthobium ruficorne Stephens, 1834
- вид: Anthobium unicolor (Marsham, 1802)
- вид: Anthobium urgelense (Fagel, 1968)